# Карпати (виробниче об'єднання)
Виробниче об'єднання «Карпати» (ДП ВО «Карпати») (раніше Прикарпатський радіозавод) — приладобудівне підприємство в місті Івано-Франківськ.

## Історія
Підприємство засноване в 1977 році, спеціалізувалось на випуску спецтехніки (ВПК) для потреб Міністерства оборони колишнього СРСР.
1979 — Прикарпатський радіозавод, який до цього діяв у смт. Лисець, переїхав до нового приміщення у м-рн Пасічна.
1990 — «Прикарпатський радіозавод» був реорганізований у виробниче об'єднання «Карпати».
Основною спеціалізацією діяльності підприємства довгий час було виробництво радіоелектронної апаратури, зокрема, акустичних систем, радіоприймачів, головок динамічних, музичних сигналізаторів, магнітофонів, широкий асортимент товарів народного споживання тощо.
Тепер підприємство активно шукає інвесторів для складання електронної техніки, продукції машинобудування, виготовлення електроапаратури, приладів, побутової техніки. Здає в оренду виробничі площі. У 2021 році на державному підприємстві почали виготовлення кабельно-провідникової продукції до автомобілів Opel та Skoda.

## Виробництво
За останні роки здійснено капітальний ремонт і реконструкцію виробничих приміщень, освоєно ряд нових виробів, серед яких чільне місце займає кабельно-провідникова продукція й виробництво світлодіодних світильників. Налагоджено виробництво котлів на твердому паливі за енергоощадними технологіями, що є особливо актуальними для втілення програм енергозбереження в Україні.
В даний час ДП «ВО «Карпати» виконує й зовнішньоекономічні контракти, понад 98% продукції реалізовується на експорт. Завдяки неухильному дотриманню термінів поставок та високій якості продукції постійно розширюється номенклатура виробів, яку підприємство експортує іноземним партнерам. Стабільним є фінансове становище Карпат, вчасно і в повному обсязі виплачується заробітна плата та податки до бюджетів всіх рівнів.
ДП "ВО "Карпати" виготовляє енергоощадні світильники з використанням потужних світлодіодів для освітлення магістральних доріг категорій А,В, громадських і виробничих приміщень, чергового, аварійного освітлення у житлово-комунальному господарстві, територій у сільській місцевості. Так, новітні енергозберігаючі світильники ВО «Карпати» вже встановлені й на оновленій вул. Набережній.
Спеціалізується підприємство і над металообробкою. Ковані ворота, огорожі можуть прикрасити фасад будь-якої будівлі. Окрім того, на Карпатах виготовляють та встановлюють дитячі майданчики різної комплектації, призначення та вартості. Має підприємство виробничі потужності та досвід виробництва мініліній для сортування побутового сміття.
ДП «ВО «Карпати» належить до категорії А та Б, як найкращі в класифікації постачальники комплектуючих до автомобільної галузі. Серед кінцевих замовників світові концерни-автовиробники Daimler AG (автомобілі Mercedes-Benz A class), Volkswagen AG (автомобілі Audi Q7 та Volkswagen) та Porsche.
Значна увага на підприємстві приділяється високій культурі виробництва та якості продукції. В цехах для працівників створені комфортні умови для праці. Температурний режим – 21 градус – влітку забезпечують кондиціонери. А взимку - опалення. Усі працівники в спецодязі та змінному взутті, що свідчить про європейський підхід до організації виробництва.
На "Виробничому Об'єднанні" збережена соціальна інфраструктура. Для потреб персоналу функціонують медпункт і кафе-їдальня. Окрім того, підприємство забезпечує й безкоштовне перевезення працівників. Два автобуси щодня доправляють людей з Калуша, та по одному – у напрямках Надвірної, Галича, Бурштина, Тисмениці, Отинії, Богородчан та Солотвино. Адміністрація "ВО "Карпати" активно співпрацює з профспілковим комітетом задля оздоровлення та організації відпочинку персоналу та їх дітей. За бажанням працівників організовуються туристичні поїздки по визначних місцях України. Не забувають тут і про спорт. На підприємстві організовано команду з міні-футболу, яка бореться за призові місця в чемпіонаті області з міні-футболу.
Наявність в Івано-Франківську таких підприємств має неабияку вагу. Адже це і забезпечення населення роботою, і значний дохід в бюджет. Відтак, Державне підприємство «ВО «Карпати» активно співпрацює й з міською та обласною владою. Вітчизняний виробник є конкурентоспроможнім в сучасних ринкових умовах, в тому числі й на європейському рівні.

### Технологічні можливості заводу
- обробка металу;
- лиття деталей з пластмаси на термопластавтоматах (до 1000г);
- лиття деталей з кольорових металів під тиском;
- монтажу електронних вузлів;
- регулювання електронної техніки;
- штампувальне виробництва;
- виробництво з металопластикового профілю.